# Twisted Metal
Twisted Metal este un joc de întreceri la supraviețuire dezvoltat de SingleTrac, produs de Sony Interactive Studios America (acum 989 Studios) și editat de Sony Computer Entertainment pentru PlayStation. Jocul a fost lansat în America de Nord pe 5 noiembrie 1995, în Europa pe 13 ianuarie 1996 și în Japonia pe 15 noiembrie 1996. Versiunea nord-americane a fost relansată pentru Sony Greatest Hits pe 3 martie 1997. Aceasta este primul joc din seria Twisted Metal. Subiectul jocului este participarea într-o competiție în care o varietate de vehicule modificate încearcă să se distrugă până ce nu va rămâne doar unul. Câștigătorul se va întâlni cu organizatorul competiției, un om misterios cu numele Calypso, care-i va împli o singură dorință drept premiu, indiferent de preț, dimensiuni sau chiar realitate.